# Synallaxe à sourcils blancs
Hellmayrea gularis
Genre
Espèce
Statut de conservation UICN

 LC  : Préoccupation mineure
Le Synallaxe à sourcils blancs (Hellmayrea gularis) est une espèce de passereaux de la famille des Furnariidae, la seule représentante du genre Hellmayrea.
Son aire s'étend sur la partie nord des Andes.

## Sous-espèces
Il en existe quatre sous espèces:
- Hellmayrea gularis gularis (Lafresnaye, 1843) — répandu
- Hellmayrea gularis brunneidorsalis (Phelps & Phelps Jr., 1953) — serranía de Perijá
- Hellmayrea gularis cinereiventris (Chapman, 1912) — ouest du Venezuela
- Hellmayrea gularis rufiventris (Berlepsch & Sztolcman, 1896) — Pérou